# Catedral San Nerses Shnorhali (Montevideo)
La Catedral San Nerses Shnorhali es un templo de la diócesis de la Santa Iglesia Apostólica Ortodoxa Armenia en Uruguay, dedicado al Santo Nerses Shnorhali. Se encuentra ubicado en el barrio Bella Vista de Montevideo. 

## Establecida
Fue constituida en 1928, algunos años después de la llegada de los primeros inmigrantes armenios al país. En el año 1968 se le encomendó al arquitecto Rafael Israelyan la construcción del actual templo, ubicado sobre la avenida Agraciada. Forma parte de un conglomerado de edificios e instituciones de la colectivad Armenia en el Uruguay. En dicho templo existe una escultura del artista Nerses Ounanian que homenajea a las víctimas del genocidio armenio.